# Lomtjärnen (Sundsjö socken, Jämtland)
Lomtjärnen är en sjö i Bräcke kommun i Jämtland och ingår i Ljungans huvudavrinningsområde.